# Union nationale interfédérale des œuvres et organismes privés non lucratifs sanitaires et sociaux
L’Union nationale interfédérale des œuvres et organismes privés sanitaires et sociaux (Uniopss) est une association loi de 1901 reconnue d’utilité publique, qui intervient auprès des organismes du secteur privé à but non lucratif de solidarité. Elle regroupe 20 000 structures privées à but non lucratif du secteur social, médico-social et sanitaire, à travers 15 unions régionales (URIOPSS) et 110 fédérations nationales thématiques. 
Les nouveaux statuts et le nouveau nom ont été approuvés par un arrêté du 2 octobre 2008.

## Histoire
En 1947, l’Uniopss fut créée dans le contexte de l’émergence d’un grand système de Sécurité sociale à la Libération pour permettre aux organismes agissant en faveur de la solidarité d’être représentés et défendus au niveau de leurs positions et de leurs droits devant les pouvoirs publics. Une proximité idéologique, se manifestant par une forte porosité des dirigeants, existe entre cette organisation et le Mouvement républicain populaire (MRP), premier parti de France en 1946 et 1947,.  Le MRP est le mouvement politique démocrate-chrétien  de l'après-guerre, et l'Uniopss a, initialement, des racines confessionnelles (à dominante israélite en Alsace, protestante dans le Languedoc et catholique partout ailleurs). L'organisation va s'employer cependant à se laïciser.
En 1955, l’Uniopss devient l’interface entre les pouvoirs publics et les associations qu’elle rassemble. Elle intervient notamment dans l’élaboration de la loi hospitalière de 1970, et de la loi 1975 en faveur des personnes handicapées.
En 1975, à la fin des « Trente Glorieuses », l’Uniopss se mobilise face à la crise et milite pour une approche visant à mieux identifier et traiter les problèmes collectifs pour redonner une place aux personnes en marge de la société. Elle souhaite une décentralisation de l’organisation de la République et se mobilise en vue d’améliorer et de relayer sur le terrain les multiples dispositifs sociaux publics.
En 1985, l’Uniopss s’attelle au défi de la lutte contre les exclusions et crée la commission « lutte contre la pauvreté et l’exclusion en France et en Europe » composée d’une trentaine d’associations. Elle agit en partenariat avec les collectivités publiques en vue de conforter l’application de politiques sociales mises à rude épreuve. À l'occasion de son quarantième anniversaire, l'organisation se dit inquiète d'un «effacement de l'Etat», et le président de l'Uniopss depuis 1981, François Bloch-Lainé, estime qu'il est nécessaire de « seconder davantage et mieux l'appareil public de la protection sociale qui s'essouffle ».
En 1994, les associations regroupées dans la Commission « Lutte contre la pauvreté et l'exclusion » de l'Uniopss ont obtenu ensemble le label Grande Cause nationale, le Gouvernement leur donnant alors des crédits pour mener une campagne nationale de communication grand public contre l'exclusion. Les associations de la Commission ont alors décidé de communiquer vers les médias et l'opinion publique sous le nom de « Collectif Alerte ». 
Les Uriopss animent 29 collectifs Alerte départementaux ou régionaux dans 14 régions.
En 2005, le Collectif Alerte est refondé autour de deux axes stratégiques :
- développer la participation des personnes en situation de pauvreté
- rapprocher les associations et les partenaires sociaux

En 2007, le collectif Alerte et d'autres partenaires sociaux (organisations patronales et syndicats de salariés) publient un texte commun sur « l'accès des personnes en situation de précarité à un emploi permettant de vivre dignement ». Il est versé comme contribution au Grenelle de l'insertion. En 2018, le collectif Alerte, et d'autres organisations comme ATD Quart Monde, le Secours catholique ou Droit au logement,  jugent insuffisantes les mesures contre la pauvreté annoncées par le président de la République.

## Objectifs
L’union nationale a pour mission de représenter, de valoriser, de reconnaitre et d’accepter les opinions ainsi que d’affirmer l’existence des organismes du secteur privé non lucratif qui s’occupent et accompagnent les personnes handicapées, âgées, exclues, les enfants et les familles, et qui adhèrent à l’Union.
Elle est également chargée de veiller aux intérêts des personnes les plus fragiles au sein de la société lors de l’élaboration des politiques sociales.
L’Uniopss est ainsi l’intermédiaire entre l’État, les collectivités territoriales et les associations du secteur sanitaire, social et médico-social.

## Domaines d'intervention
L’Uniopss représente les organismes du secteur sanitaire, social et médico-social. Plus précisément, elle intervient dans les domaines suivants :
- Europe
- Vie associative
- Emploi et ressources humaines
- Décentralisation et réforme de l'État
- Protection sociale
- Gestion financière et tarification
- Services à la personne en France
- Lutte contre les exclusions
- Enfance, jeunesse, familles
- Santé
- Social et médico-social
- Personnes handicapées
- Personnes âgées

## Un réseau national
L’Uniopss est présente sur toute la France grâce à son réseau Uniopss/Uriopss. Elle compte : 
- 24 Uriopss (Unions régionales)
- 110 fédérations et unions nationales de défense et de promotion des personnes, de gestion d’établissements et de services, de soutien aux activités sociales, sanitaires, médico-sociales et socio-judiciaires.

## Adhérents du réseau Uniopss/Uriopss
Les adhérents de l’Uniopss et des Uriopss sont des fédérations nationales regroupant des organismes, fondations, associations, établissements… toute personne morale à but non lucratif, qui agissent dans le secteur sanitaire, social et médico-social, auprès de personnes exclues, ou en situation de précarité, malades, handicapées, âgées. Ils interviennent également auprès de familles, d’enfants ou d’adolescents en difficulté. Près de 24 000 établissements et services privés à but non lucratif sont adhérents à l’Uniopss.
L'Uriopss, adhérente à l'Union nationale interfédérale des organismes privés sanitaires et sociaux, est l'Union régionale interfédérale des organismes privés sanitaires et sociaux. C'est une association à but essentiellement technique, servant de soutien, d'aide et de conseil aux associations dans les domaines du droit du travail, de la gestion.